# Liste der Kulturdenkmäler in Breuberg
Die folgende Liste enthält die in der Denkmaltopographie ausgewiesenen Kulturdenkmäler auf dem Gebiet  der  Stadt Breuberg, Odenwaldkreis, Hessen.
Hinweis: Die Reihenfolge der Denkmäler in dieser Liste orientiert sich zunächst an Stadtteilen und anschließend der Anschrift, alternativ ist sie auch nach der Bezeichnung, der vom Landesamt für Denkmalpflege vergebenen Nummer oder der Bauzeit sortierbar.
Kulturdenkmäler werden fortlaufend im Denkmalverzeichnis des Landes Hessen durch das Landesamt für Denkmalpflege Hessen auf Basis des Hessischen Denkmalschutzgesetzes (HDSchG) geführt. Die Schutzwürdigkeit eines Kulturdenkmals hängt nicht von der Eintragung in das Denkmalverzeichnis des Landes Hessen oder der Veröffentlichung in der Denkmaltopographie ab.

Das Vorhandensein oder Fehlen eines Objekts in dieser Liste ist keine rechtsverbindliche Auskunft darüber, ob es Kulturdenkmal ist oder nicht: Diese Liste entspricht möglicherweise nicht dem aktuellen Stand der offiziellen Denkmaltopographie. Diese ist für Hessen in den entsprechenden Bänden der Denkmaltopographie Bundesrepublik Deutschland und im Internet unter DenkXweb – Kulturdenkmäler in Hessen einsehbar. Auch diese Quellen sind, obwohl sie durch das Landesamt für Denkmalpflege Hessen aktualisiert werden, nicht immer aktuell, da es im Denkmalbestand immer wieder Änderungen gibt.
Eine verbindliche Auskunft erteilt allein das Landesamt für Denkmalpflege Hessen.
Nutze diese Kartenansicht, um Koordinaten in der Liste zu setzen. In dieser Kartenansicht sind Kulturdenkmale ohne Koordinaten mit einem roten bzw. orangen Marker dargestellt und können in der Karte gesetzt werden. Kulturdenkmale ohne Bild sind mit einem blauen bzw. roten Marker gekennzeichnet, Kulturdenkmale mit Bild mit einem grünen bzw. orangen Marker.

## Kulturdenkmäler nach Ortsteilen

### Hainstadt
| Bild                                                    | Bezeichnung                                        | Lage                                                                                     | Beschreibung                                                                                | Bauzeit       | Objekt-Nr. |
| ------------------------------------------------------- | -------------------------------------------------- | ---------------------------------------------------------------------------------------- | ------------------------------------------------------------------------------------------- | ------------- | ---------- |
| Dorfbrunnen                                             | Dorfbrunnen                                        | An der Mainstraße (vor Nr. 59) LageFlur: 1, Flurstück: 58/1                              |                                                                                             |               | 10889 DDB  |
| Breuberg - Hainstadt / Laufbrunnen in der Brunnenstraße | Laufbrunnen                                        | Brunnenstraße LageFlur: 1, Flurstück: 170                                                | Laufbrunnen mit drei gusseisernen Brunnentrögen                                             | 1896          | 10893 DDB  |
|                                                         |                                                    | Dammstraße 5 LageFlur: 1, Flurstück: 140/1                                               |                                                                                             |               | 10887 DDB  |
| Breuberg - Hainstadt / evangelische Kirche              | Evangelische Kirche Breuberg-Hainstadt             | In den Schadenhecken 7 LageFlur: 5, Flurstück: 152                                       |                                                                                             | 1952–1954     | 640765 DDB |
| Breuberg - Hainstadt / Mainstraße 59 - 61               | Hofreite                                           | Mainstraße 59, 61 LageFlur: 1, Flurstück: 56, 57/1                                       | Große dreiseitige Hofreite, Wohnhaus aus dem 18. / 19. Jahrhundert, Obergeschoß geschindelt | 18./19. Jh.   | 10888 DDB  |
| Breuberg - Hainstadt / Mainstraße 60                    | Fachwerkhaus                                       | Mainstraße 60 LageFlur: 1, Flurstück: 158/1                                              | Zweistöckiges verschindeltes Fachwerk-Wohnhaus                                              | vor 1800      | 10890 DDB  |
|                                                         |                                                    | Mainstraße 71 LageFlur: 1, Flurstück: 50                                                 |                                                                                             |               | 10891 DDB  |
|                                                         |                                                    | Mainstraße 73 LageFlur: 1, Flurstück: 49/1                                               |                                                                                             |               | 10892 DDB  |
| weitere Bilder                                          | Meilenstein                                        | Meilenstein an der B 426 LageFlur: 8, Flurstück: 45/20                                   |                                                                                             |               | 10895 DDB  |
| Breuberg - Hainstadt / Rosenbacher Mühle                | Ehemalige Fürstlich-Löwenstein-Wertheimische Mühle | Rosenbach 4, Mühlgraben, Mümling (Gew II) LageFlur: 8, Flurstück: 12/1, 15/2, 54/1, 54/2 | Ehemalige Wassermühle mit Renaissance-Giebel                                                | Mitte 16. Jh. | 10894 DDB  |

### Neustadt
| Bild                                                                         | Bezeichnung                                                        | Lage                                                                                            | Beschreibung | Bauzeit                          | Objekt-Nr. |
| ---------------------------------------------------------------------------- | ------------------------------------------------------------------ | ----------------------------------------------------------------------------------------------- | --- | -------------------------------- | ---------- |
| Breuberg - Neustadt / Untere Mümlingbrücke                                   | Untere Mümlingbrücke                                               | Bahnhofstraße LageFlur: 3, Flurstück: 527/32                                                    | Die Sandsteinbrücke besteht aus zwei flachen Keilsteinbögen. Der mittlere Brückenpfeiler wird durch einen Eisbrecher geschützt.                                                                               | 1912                             | 11875 DDB  |
| weitere Bilder                                                               | Burg Breuberg                                                      | Burg Breuberg 1 LageFlur: 1, Flurstück: 1219/3                                                  | |                                  | 11890 DDB  |
| weitere Bilder                                                               | Evangelische Pfarrkirche                                           | Erbacher Straße 1 LageFlur: 1, Flurstück: 502                                                   | |                                  | 11839 DDB  |
| Breuberg - Neustadt / Erbacher Straße 2                                      | Fachwerkhaus                                                       | Erbacher Straße 2 LageFlur: 1, Flurstück: 173                                                   | Zweistöckiges Fachwerkhaus | 17. Jh.                          | 11840 DDB  |
| Breuberg - Neustadt / Erbacher Straße 3                                      | Fachwerkhaus                                                       | Erbacher Straße 3 LageFlur: 1, Flurstück: 503                                                   | Kleines Fachwerkhaus mit niedrigem im 19. Jahrhundert ausgebauten Erdgeschoß, eines der ältesten Häuser in Neustadt                                                                                           | 1594                             | 11841 DDB  |
| Breuberg - Neustadt / Erbacher Straße 4                                      | Fachwerkhaus                                                       | Erbacher Straße 4 LageFlur: 1, Flurstück: 171/2                                                 | Zweistöckiges Wohnhaus einer dreiseitigen Hofreite | um 1680                          | 11842 DDB  |
| Breuberg - Neustadt / Erbacher Straße 6                                      | Fachwerkhaus                                                       | Erbacher Straße 6 LageFlur: 1, Flurstück: 119/1                                                 | Zweistöckiges Wohnhaus eines Winkelhofes. Im 19. Jahrhundert im Besitz eines jüdischen Viehhändlers. | Mitte 18. Jh.                    | 11843 DDB  |
| Breuberg - Neustadt / Erbacher Straße 15                                     | Sachteil: Torpfosten                                               | Erbacher Straße 15 LageFlur: 1, Flurstück: 507                                                  | Steinener Torpfosten. An der Vorderseiten die Initialen „H.W.“, ein Küferzeichen und die Jahreszahl 1781 | 1781                             | 11844 DDB  |
| Breuberg - Neustadt / Erbacher Straße 18                                     | Fachwerkhaus                                                       | Erbacher Straße 18 LageFlur: 1, Flurstück: 100/1                                                | Zweistöckiges Fachwerkhaus über massivem Erdgeschoß | um 1700                          | 11845 DDB  |
| Breuberg - Neustadt / Erbacher Straße 20                                     | Fachwerkhaus                                                       | Erbacher Straße 20 LageFlur: 1, Flurstück: 96/1                                                 | Zweistöckiges Fachwerkhaus eines Winkelhofes, gründerzeitlicher Ladeneinbau im Erdgeschoß | um 1700                          | 11846 DDB  |
| Breuberg - Neustadt / Erbacher Straße 24                                     | Fachwerkhaus                                                       | Erbacher Straße 24 LageFlur: 1, Flurstück: 78                                                   | Zweistöckiges Fachwerkhaus das einst Besitz der Höchster Klosterverwaltung war, bis 1855 Schulhaus | um 1700                          | 11847 DDB  |
| Breuberg - Neustadt / Erbacher Straße 26                                     | Fachwerkhaus                                                       | Erbacher Straße 26 LageFlur: 1, Flurstück: 77/1                                                 | Zweistöckiges Fachwerkhaus | um 1700                          | 11849 DDB  |
| Breuberg - Neustadt / Erbacher Straße 30                                     | Fachwerkhaus                                                       | Erbacher Straße 30 LageFlur: 1, Flurstück: 67                                                   | Stattliches Fachwerkhaus, früher Gasthaus, massives Erdgeschoß mit großer Toreinfahrt und modernem Ladeneinbau                                                                                                | um 1690                          | 11850 DDB  |
| Breuberg - Neustadt / Erbacher Straße 32 / Sackgasse 2                       | Fachwerkhaus                                                       | Erbacher Straße 32/Sackgasse 2 LageFlur: 1, Flurstück: 65 und 66                                | Verputztes Fachwerk-Doppelhaus mit geschnitzten Eckständern | 1688                             | 11851 DDB  |
| Breuberg - Neustadt / Erbacher Straße 37                                     | ehem. Schulhaus                                                    | Erbacher Straße 37 LageFlur: 1, Flurstück: 1522/8                                               | Zweistöckiger klassizistischer Sandsteinbau, ehemaliges Wohnhaus 1840 erbaut, seit 1861 Löwenstein-Wertheim-Rosenberg'sches Rentamt, 1931 von der Stadt Neustadt als Schulhaus ausgebaut                      | 1840                             | 11852 DDB  |
| Breuberg - Neustadt / Erbacher Straße 41 katholische Kirche                  | Katholische Pfarrkirche St. Karl Borromäus und Sachteil Steinkreuz | Erbacher Straße 41 LageFlur: 1, Flurstück: 1519/3                                               | Neoromanischer Saalbau aus Sandstein Sachteil: In der Mauer des Pfarrgartens ist ein 1636 datiertes Steinkreuz eingemauert                                                                                    | 1849                             | 11853 DDB  |
| Breuberg - Neustadt / Geisrain 1 / „Fürstenhaus“ oder „Rodensteiner Haus“    | Fürstenhaus oder Rodensteiner Haus                                 | Geisrain 1 LageFlur: 1, Flurstück: 360/3                                                        | Zweistöckiges Fachwerkhaus mit massivem Kellersockel | 1569                             | 11855 DDB  |
| Breuberg - Neustadt / Geisrain 14                                            | Fachwerkhaus                                                       | Geisrain 14 LageFlur: 1, Flurstück: 370                                                         | Zweistöckiges Fachwerkwohnhaus | 18. Jh.                          | 11856 DDB  |
| Breuberg - Neustadt / Geisrain 32                                            | Sachteil: Keller                                                   | Geisrain 32 LageFlur: 1, Flurstück: 379/2                                                       | Fachwerkhaus mit zwei in den Berghang gebauten Gewölbekellern aus Sandsteinen. |                                  | 11857 DDB  |
| Breuberg - Neustadt / Geisrain 38                                            | Fachwerkhaus                                                       | Geisrain 38 LageFlur: 1, Flurstück: 324/3                                                       | Ehemaliges fürstlich löwensteinisches Haus, ursprünglich wohl ein Burgmannenhaus, 1870 im Besitz des katholischen Kirchenfonds                                                                                | zwischen 1540 und 1570           | 11858 DDB  |
| Marktkreuz                                                                   | Marktkreuz                                                         | Geisrain LageFlur: 1, Flurstück: 1685                                                           | |                                  | 11854 DDB  |
| Breuberg - Neustadt / Marktplatz mit Kirche und ehem. Kreisamt               | Gesamtanlage Neustadt                                              | Gesamtanlage Lage                                                                               | |                                  | 11838 DDB  |
| Marktbrunnen in Breuberg - Neustadt                                          | Marktbrunnen                                                       | Marktplatz LageFlur: 1, Flurstück: 472/3                                                        | Neugotischer Marktbrunnen aus der Mitte des 19. Jahrhunderts | um 1850                          | 11859 DDB  |
| Breuberg - Neustadt / Marktplatz 2                                           | ‚Rodensteiner Haus‘                                                | Marktplatz 2 LageFlur: 1, Flurstück: 501/3                                                      | Erbaut gegen Endes des 16. Jahrhunderts von den Herren von Rodenstein, 1665 - 1707 Pfarrhaus, 1820 - 55 Haus des Forstmeisters, 1862 - 1931 Schule, seit 1957 ev. Gemeindehaus                                | Ende 16. Jh.                     | 11860 DDB  |
| Breuberg - Neustadt / Marktplatz 5                                           | Fachwerkhaus                                                       | Marktplatz 5 LageFlur: 1, Flurstück: 476/1                                                      | Zweistöckiges Fachwerkhaus auf massivem Erdgeschoß | Ende 17. Jh. oder Anfang 18. Jh. | 11861 DDB  |
| Ehemaliges Kreisamtsgebäude                                                  | Ehemaliges Kreisamtsgebäude                                        | Marktplatz 6 LageFlur: 1, Flurstück: 474/1                                                      | 1840 als Kreisamtsgebäude gebaut. Nach der Auflösung des Kreises Neustadt 1872 Rathaus | 1840                             | 11862 DDB  |
| Breuberg - Neustadt / Marktplatz 7                                           | Fachwerkhaus                                                       | Marktplatz 7 LageFlur: 1, Flurstück: 473/1                                                      | Zweistöckiges Fachwerkhaus, ehemalige Schmiede, später Bäckerei | 17. Jh.                          | 11863 DDB  |
| Breuberg - Neustadt / Marktplatz 8                                           | ehemaliges Gasthaus „Zum Grünen Baum“                              | Marktplatz 8 LageFlur: 1, Flurstück: 365                                                        | Bis 1870 Gasthaus „Zum Grünen Baum“, 1855 - 62 auch Schule | 1617                             | 11864 DDB  |
| Breuberg - Neustadt / Marktplatz 9                                           | Fachwerkhaus                                                       | Marktplatz 9 LageFlur: 1, Flurstück: 180                                                        | Zweistöckiges Fachwerkhaus | frühes 18. Jh.                   | 11865 DDB  |
| Fachwerkwohnhaus eines Winkelhofes                                           | Fachwerkhaus                                                       | Marktplatz 10 LageFlur: 1, Flurstück: 179                                                       | Fachwerkwohnhaus eines Winkelhofes | 17. Jh.                          | 11866 DDB  |
| Fachwerkhaus                                                                 | Fachwerkhaus                                                       | Marktplatz 11 LageFlur: 1, Flurstück: 178                                                       | Zweistöckiges Fachwerkwohnhaus eines Winkelhofes. | erste Hälfte 17. Jh.             | 11867 DDB  |
| Breuberg - Neustadt / Marktplatz 13 „Zum Deutschen Haus“                     | Gasthof ‚Zum Deutschen Haus‘                                       | Marktplatz 13 LageFlur: 1, Flurstück: 176/2                                                     | Fachwerkhaus | frühes 18. JH.                   | 11868 DDB  |
| Breuberg - Neustadt / Wolfenmühle                                            | Wolfenmühle                                                        | Mühlgraben, Wolfenmühle 1–6, Killinger Mühle LageFlur: 1, Flurstück: 1511/2, 1511/3, 1675, 1677 | Ehemals gräflich-erbachsche Amtsmühle | 1624                             | 11891 DDB  |
| Breuberg - Neustadt / Römerberg 1                                            | Fachwerkhaus                                                       | Römerberg 1 LageFlur: 1, Flurstück: 366/2                                                       | Zweistöckiges Fachwerkhaus, am Kellerportal die Jahreszahl 1545 | 1718                             | 11869 DDB  |
| Breuberg Neustadt / Römerberg 4                                              | Fachwerkhaus                                                       | Römerberg 4 LageFlur: 1, Flurstück: 471                                                         | Zweistöckiges Fachwerkhaus mit großer Toreinfahrt. Das Anwesen war früher eine Küferei und Brauerei | 1701                             | 11870 DDB  |
| Breuberg - Neustadt / Römerberg 5, eingemauerter Kaminstein                  | Sachteil: Kaminstein                                               | Römerberg 5 LageFlur: 1, Flurstück: 397/1                                                       | Eingemauerter Kaminstein in einem ehemaligen Tagelöhnerhaus | 1740                             | 11871 DDB  |
| Breuberg - Neustadt / Römerberg 6                                            | Sandsteingebäude                                                   | Römerberg 6 LageFlur: 1, Flurstück: 470                                                         | Zweistöckiges Sandsteingebäude 1872 von dem jüdischen Viehhändler Mardochai Rothschild erbaut. Von 1875 bis 1902 diente das Haus als fürstlich-löwensteinische und gräflich-erbachsche Rentei.                | 1872                             | 11872 DDB  |
| Breuberg - Neustadt / Römerberg 8, Wappenstein                               | Sachteil: Relief am Torpfosten                                     | Römerberg 8 LageFlur: 1, Flurstück: 469                                                         | Sandsteinrelief, oben zwei unkenntliche Wappen, darunter eine nicht lesbare Inschrift | 16./17. Jh.                      | 11873 DDB  |
| Breuberg - Neustadt / Sackgasse 3                                            | Fachwerkhaus                                                       | Sackgasse 3 LageFlur: 1, Flurstück: 3                                                           | Einstöckiges Kleinbauernhaus aus dem 18. Jahrhundert, vorderer Teil aufgestockt | 18. Jh.                          | 11874 DDB  |
| Breuberg - Neustadt / Wertheimer Straße 3                                    | Bawelonchen (Pavillon)                                             | Wertheimer Straße 3 LageFlur: 1, Flurstück: 204/3                                               | Einstöckiges Fachwerkhaus | 18. Jh.                          | 11878 DDB  |
| Breuberg - Neustadt / Wertheimer Straße 6                                    | Fachwerkhaus                                                       | Wertheimer Straße 6 LageFlur: 1, Flurstück: 357                                                 | Zweistöckiges Fachwerkhaus, ehemaliges Wirtshaus „Zum Löwen“ | 1684                             | 11879 DDB  |
| Breuberg - Neustadt / Wertheimer Straße 9                                    | Fachwerkhaus                                                       | Wertheimer Straße 9 LageFlur: 1, Flurstück: 212                                                 | Zweistöckiges Fachwerkhaus, ehemalige Wagnerei | 18. Jh.                          | 11880 DDB  |
| Breuberg - Neustadt / Wertheimer Straße 10                                   | Fachwerkhaus                                                       | Wertheimer Straße 10 LageFlur: 1, Flurstück: 355                                                | Zweistöckiges Fachwerkhaus | frühes 18. JH                    | 11881 DDB  |
| Breuberg - Neustadt / Wertheimer Straße 13, ehemaliges Gasthaus „Zum Ochsen“ | ehem. Gasthaus                                                     | Wertheimer Straße 13 LageFlur: 1, Flurstück: 215/4                                              | Klassizistischer Steinbau, ehemaliges Gasthaus „Zum Ochsen“ | 1824                             | 11882 DDB  |
| Breuberg - Neustadt / Wertheimer Straße 14                                   | Fachwerkhaus                                                       | Wertheimer Straße 14 LageFlur: 1, Flurstück: 353                                                | Fachwerkhaus | 18. Jh.                          | 11883 DDB  |
| Breuberg - Neustadt / Wertheimer Straße 19                                   | Fachwerkhaus                                                       | Wertheimer Straße 19 LageFlur: 1, Flurstück: 223/4                                              | Fachwerkhaus mit Mansarddach | 1717                             | 11884 DDB  |
| Breuberg - Neustadt / Wertheimer Straße 20                                   | Sachteil: Wirtshausschild                                          | Wertheimer Straße 20 LageFlur: 1, Flurstück: 349                                                | Wirtshausschild „Zur Krone“, Schmiedearbeit aus dem 18./19. Jahrhundert | 18./19. Jh.                      | 11885 DDB  |
| Breuberg - Neustadt / Wertheimer Straße 20                                   | Sachteil: Kaminstein                                               | Wertheimer Straße 20 (vor 22) LageFlur: 1, Flurstück: 349                                       | Neustadt (Breuberg) - Eingemauerter Kaminstein im Haus an der Wertheimer Straße 20 | 1764                             | 11886 DDB  |
| Breuberg - Neustadt / Wertheimer Straße 30                                   | Fachwerkhaus                                                       | Wertheimer Straße 30 LageFlur: 1, Flurstück: 345/3                                              | Zweistöckiges Fachwerkhaus aus dem 18. Jahrhundert, massives Erdgeschoß im 19. Jahrhundert erneuert. | Mitte 18. Jh.                    | 11887 DDB  |
| Breuberg - Neustadt / Wolferhof                                              | Einzelgehöft am Hang der Burg Breuberg                             | Wolferhof 6, Beim Wolferhof LageFlur: 1, Flurstück: 1238/1                                      | Gutshof, erstmals 1376 urkundlich erwähnt, früher im Besitz des Fürsten von Löwenstein-Wertheim-Rosenberg, Fachwerkwohnhaus aus dem 18. Jahrhundert, der eindrucksvolle sandsteinerne Schafstall ist von 1817 | 18. Jh.                          | 11892 DDB  |
| Bild gesucht BW                                                              |                                                                    | Zu den Eichen 10 LageFlur: 2, Flurstück: 439/30                                                 | |                                  | 11888 DDB  |

### Rai-Breitenbach
| Bild                                              | Bezeichnung                                                  | Lage | Beschreibung | Bauzeit                         | Objekt-Nr. |
| ------------------------------------------------- | ------------------------------------------------------------ | --- | --- | ------------------------------- | ---------- |
| weitere Bilder                                    | Arnheiter Hof                                                | Arnheiter Hof 1 LageFlur: 10, Flurstück: 6/2                                                                 | |                                 | 10902 DDB  |
| Forsthaus                                         | Forsthaus                                                    | Arnheiter Straße 16 LageFlur: 1, Flurstück: 79/2                                                             | |                                 | 10897 DDB  |
| Evangelische Kirche mit Friedhof                  | Evangelische Kirche mit Friedhof                             | Kapellenweg 4 LageFlur: 1, Flurstück: 13/1 und 13/2                                                          | |                                 | 10898 DDB  |
| Steinkreuzfragment                                | Steinkreuzfragment                                           | Kreuzstraße LageFlur: 7, Flurstück: 138/1                                                                    | |                                 | 10899 DDB  |
| Bild gesucht BW                                   | Mühlhäuser Mühle, Sachteile: Wappenstein und Keilsteinbrücke | Mühlhausen 18, Breitenbach, Zwischen dem Mühlweg und dem Markwald LageFlur: 11, Flurstück: 76/3, 88/2, 95/24 | |                                 | 10903 DDB  |
| Breuberg - Rai-Breitenbach / Hammer 1             | Mühlhäuser Hammer                                            | Hammer 1, Breitenbach LageFlur: 3, 7, Flurstück: 4/5, 84/1                                                   | An dieser Stelle bestand schon seit dem 15. Jahrhundert die „Untere Mühle“. Bis 1847 wurde hier Eisenerz und Alteisen verarbeitet. Von 1847 bis 1898 diente der „Mühlhäuser Hammer“ als Spatmühle. | 1806 / 07                       | 10904 DDB  |
| weitere Bilder                                    | Mühlhäuser Schlößchen                                        | Am Schlößchen LageFlur: 11, Flurstück: 49                                                                    | Ruine einer kleinen mittelalterlichen Wasserburg, die als Niederadelssitz im Bautyp eines sogenannten Festen Hauses gedeutet wird. Bausubstanz stark gefährdet, keine Sicherungsmaßnahmen.         |                                 | 10905 DDB  |
| Breuberg - Rai-Breitenbach / Mühlhäuser Straße 19 | Tagelöhner-Doppelhaus                                        | Mühlhäuser Straße 17/19 LageFlur: 2, Flurstück: 57/7                                                         | Der Kellersockel trägt das Datum 1618. Das Wohngeschoß stammt aus der Zeit um 1800. | Keller 1618 Wohngeschoß um 1800 | 10900 DDB  |
| Ehemalige Mühle                                   | Ehemalige Mühle                                              | Mühlhäuser Straße 18 LageFlur: 2, Flurstück: 21/2                                                            | |                                 | 10901 DDB  |

### Sandbach
| Bild                                              | Bezeichnung                                      | Lage                                                                                 | Beschreibung | Bauzeit | Objekt-Nr. |
| ------------------------------------------------- | ------------------------------------------------ | ------------------------------------------------------------------------------------ | --- | ------- | ---------- |
| St.-Marien-Altersheim                             | St.-Marien-Altersheim                            | Am Tiergarten 26, Am Tiergarten LageFlur: 6, Flurstück: 96/1–3, 97/1, 97/2           | Ehemaliger Gräflich Löwensteinischer Lustgarten, dann Waisenhaus für Mädchen St. Marien, seit 1945 Alters- und Erholungsheim des Bistums Mainz, heute Kloster Höchst der Barmherzigen Schwestern von Alma |         | 10913 DDB  |
| weitere Bilder                                    | Ernst-Ludwigs-Heilstätte                         | Ernst-Ludwig-Straße 106, 109, 111 LageFlur: 8, Flurstück: 548/3                      | Ehemaliges Wohnhaus des Chefarztes |         | 10907 DDB  |
| weitere Bilder                                    | Ehemaliges Pfarr- und Jagdhaus                   | Höchster Straße 6 LageFlur: 4, Flurstück: 738                                        | Stattlicher in der Straßenfront zehnreihiger zweiflügeliger Barockbau mit beidseitigem Mansarddach als ein langgestrecktes L-förmiges Anwesen, im Erdgeschoss massiv, in der Etage als verputztes Fachwerk; im Obergeschoss Rokoko-Stuckdecke, erbaut im Auftrag von Fürst Karl Thomas zu Löwenstein-Wertheim-Rochefort | 1768–72 | 10908 DDB  |
| Tagelöhnerhaus auf hohem verputztem Kellersockel  | Tagelöhnerhaus auf hohem verputztem Kellersockel | Höchster Straße 9 LageFlur: 1, Flurstück: 78                                         | |         | 10909 DDB  |
| Breuberg - Sandbach / Höchster Straße 38, Bahnhof | ehemaliges Bahnhofsgebäude                       | Höchster Straße 38 LageFlur: 4, Flurstück: 664/27                                    | Ländlicher Bahnhof an der ehemaligen Strecke zwischen Aschaffenburg und Höchst i. Odw. Einer der letzten erhaltenen Bahnhöfe nach bayrischem Standard | 1912    | 640766 DDB |
| Bild gesucht BW                                   |                                                  | Kirchberg 4 LageFlur: 1, Flurstück: 93                                               | Gebäude ist abgebrochen |         | 10912 DDB  |
| weitere Bilder                                    | Evangelische Pfarrkirche mit Friedhof            | Kirchberg 10, Kirchberg, Hohlstraße LageFlur: 1, Flurstück: 103/3, 104/2, 105, 115/3 | Sachteil: spätmittelalterliches Steinkreuz auf dem Friedhof |         | 10911 DDB  |

### Wald-Amorbach
| Bild                                                                   | Bezeichnung                           | Lage                                                  | Beschreibung | Bauzeit              | Objekt-Nr. |
| ---------------------------------------------------------------------- | ------------------------------------- | ----------------------------------------------------- | --- | -------------------- | ---------- |
| „Spinnmädchenstein“                                                    | „Spinnmädchenstein“                   | Das lichte Eichwäldchen LageFlur: 1, Flurstück: 514/1 | |                      | 10929 DDB  |
| Breuberg - Wald-Amorbach / Blick in die Spessartstraße                 | Gesamtanlage Historischer Ortskern    | Gesamtanlage Lage                                     | |                      | 10915 DDB  |
| Breuberg - Wald-Amorbach / Kirchstraße 1, ev. Kirche St. Bartholomäus  | Evangelische Kirche St. Bartholomäus  | Kirchstraße 1 LageFlur: 1, Flurstück: 158             | 1739–1741 als Neugründung errichtet. Barocke Saalkirche nach Süden ausgerichtet mit polygonalem geschlossenem Chor, die bekrönt wird mit einem quadratischen Dachreiter mit verschieferter oktogonaler Welscher Haube. Der einfache verputzte Bruchsteinbau hat innen noch seine Originalausstattung. Eine Südempore wurde 1850 zusätzlich errichtet. Filialort von Groß-Umstadt, jetzt zu Breuberg. |                      | 10916 DDB  |
| Breuberg - Wald-Amorbach / Kirchstraße 2, ehemalige Schule mit Rathaus | Ehemaliges Rathaus und Schule         | Kirchstraße 2 LageFlur: 1, Flurstück: 108             | Quadratisches dreistöckiges spätklassizistisches Steinhaus von 1878 (datiert über dem Portal) aus Odenwälder Sandstein mit Zeltdach und Sandsteinsäulen an den Eingangsportalen. Ortsprägende Bedeutung und bis auf die Stockwerksmarkierungen und die Fensterleibungen aus Werkstein schmucklos. Beispiel für städtische Bauform in ländlichem Bereich, jedoch gut eingepasst durch die Verwendung heimischen Sandsteins. Am nördlichen Eingang Dorfbrunnen mit Ortsnamen und Wappen der Schelle von Amorbach. |                      | 10917 DDB  |
| ‚Schulzenhof‘                                                          | ‚Schulzenhof‘                         | Kirchstraße 4 LageFlur: 1, Flurstück: 109/1           | Rechte Fachwerkgruppe im Bild: Großer Vierseithof, bis 1830 zum Stift Aschaffenburg gehörend. Giebelständiges zweistöckiges Wohnhaus aus dem Beginn des 18. Jahrhunderts, 1934 nach Osten erweitert. Barockes Fachwerk mit Profilierung und Mannfiguren. |                      | 10918 DDB  |
| Breuberg - Wald-Amorbach / Kirchstraße 6                               | Teidigungshof (Sitz des Dorfschulzen) | Kirchstraße 6 LageFlur: 1, Flurstück: 112/3           | Stattliches zweigeschossiges Wohnhaus. Von 1788 bis 1825 Sitz des Dorfschulzen | 1912                 | 10919 DDB  |
| Bild gesucht BW                                                        |                                       | Rauwaldstraße 3 LageFlur: 1, Flurstück: 8             | |                      | 10920 DDB  |
| Breuberg - Wald-Amorbach / Rauwaldstraße 4                             | Vierseitenhof                         | Rauwaldstraße 4 LageFlur: 1, Flurstück: 161/1         | Allseitig verputztes Fachwerkhaus mit überbauter Hofeinfahrt |                      | 10921 DDB  |
| Breuberg - Wald-Amorbach / Spessartstraße 3                            | Fachwerkhaus                          | Spessartstraße 3 LageFlur: 1, Flurstück: 106          | Fachwerkwohnhaus | Mitte 18. Jh.        | 10922 DDB  |
| Breuberg - Wald-Amorbach / Spessartstraße 4                            | Fachwerkhaus                          | Spessartstraße 4 LageFlur: 1, Flurstück: 12/1         | Rest einer herrschaftlichen Hofstätte. Zweitältestes Fachwerkhaus in Wald-Amorbach | frühes 17. Jh.       | 10923 DDB  |
| Breuberg - Wald-Amorbach / Spessartstraße 8                            | Erbbestandshof                        | Spessartstraße 6/8 LageFlur: 1, Flurstück: 10         | Ehemaliger Erbbestandshof der Freiherren von Sickingen in Wald-Amorbach. Das Wohnhaus Nr. 8 ist das älteste Haus im Dorf. | 1592                 | 10924 DDB  |
| Breuberg - Wald-Amorbach / Spessartstraße 11                           | Hofreite                              | Spessartstraße 11 LageFlur: 1, Flurstück: 97          | Hofreite mit zweigeschossigem Wohnhaus, Stallscheune und überdachter Hofeinfahrt | Mitte 19. Jh.        | 10926 DDB  |
| Breuberg - Wald-Amorbach / Spessartstraße 14                           | Hofreite                              | Spessartstraße 14 LageFlur: 1, Flurstück: 16          | Hofreite mit Fachwerkwohnhaus und Scheune, durch eine überdachte Hofeinfahrt miteinander verbunden. | erste Hälfte 18. Jh. | 10927 DDB  |
| Breuberg - Wald-Amorbach / Spessartstraße 16                           |                                       | Spessartstraße 16 LageFlur: 1, Flurstück: 18          | Nachträglich verputztes Fachwerk-Wohnhaus über einem hohen Keller-Stall-Sockel | 1780                 | 10928 DDB  |